# Sainte-Marguerite-du-Lac-Masson
Sainte-Marguerite-du-Lac-Masson è un comune del Canada, situato nella provincia del Québec, nella regione di Laurentides.